# Bethuel Muzeu
Bethuel Muzeu (ur. 22 lutego 2000 w Windhuku) – namibijski piłkarz grający na pozycji napastnika. Od 2020 jest zawodnikiem klubu Black Leopards FC.

## Kariera klubowa
Swoją karierę piłkarską Muzeu rozpoczął w klubie Tura Magic FC. W sezonie 2019/2020 zadebiutował w nim w pierwszej lidze namibijskiej. W 2022 przeszedł do południowoafrykańskiego drugoligowego klubu Black Leopards FC.

## Kariera reprezentacyjna
W reprezentacji Namibii Muzeu zadebiutował 12 lipca 2022 w wygranym 2:0 meczu Pucharu COSAFA 2022 z Madagaskarem, rozegranym w Umlazi. W 2024 roku został powołany do kadry na Puchar Narodów Afryki 2023. Rozegrał w nim cztery mecze: grupowe z Tunezją (1:0), z Południową Afryką (0:4) i z Mali (0:0) oraz w 1/8 finału z Angolą (0:3).